# Векленко Олег Анатолійович
Олег Анатолійович Ве́кленко (нар. 17 серпня 1950, Бурея) — український графік, художник-дизайнер, педагог; член Спілки художників України з 1983 року; президент Міжнародної триєнале екологічного плаката і графіки «4-й Блок» з 1991 року; член-кореспондент з 2009 року та дійсний член з 2017 року Національної академії мистецтв України.

## Біографія
Народився 17 серпня 1950 року в селищі міського типу Буреї Бурейського району Амурської області РРФСР СРСР (тепер Росія). У 1972 році закінчив Харківський художньо-промисловий інститут за спеціальністю «Промислове мистецтво» (викладачі Валентин Сизиков, Олександр Мартинець, Володимир Ненадо).
З 1977 року — викладач, старший викладач, доцент з 1990 року кафедри графічного дизайну Харківського художньо-промислового інституту, професор з 1993 року. Впродовж 2000–2003 років завідувавав кафедрою графічного дизайну Харківської державної академії дизайну і мистецтв, а з 2004 року — професор цієї ж кафедри. Автор методичних посібників для спеціалізації «Графічний дизайн».

## Творчість
Працює у галузі плаката, станкової і книжкової графіки, у галузі рекламної графіки на основі комп'ютерних технологій та сучасного дизайну, де створив власний стиль. Серед робіт:
- серія портретів ліквідаторів наслідків аварії на ЧАЕС (1986—1989);

плакати
- «Гонка озброєнь — загроза миру» (1982, Музей плаката у Лахті, Фінляндія);
- «…І землю, і пісню свої — захистим!» (1985);
- «Завтра буде пізно! Допоможіть дітям Чорнобиля сьогодні» (1992);
- «26. 04. 86. Поможи!» (1993);

живопис;
- «Чайки у скелях» (1990);
- «Ольвія» (1990);
- «Луки на заході сонця» (1990);
- «Сріблясті сутінки. Карелія» (1992);

театральні афіші до опер
- «Запорожець за Дунаєм» Семена Гулака-Артемовського (1982);
- «Кармен» Жоржа Бізе (1982);

оформлення книг
- «Синам у дорогу» М. Чорного (Харків, 1979);
- «Полтавські самоцвіти» В. Фурмана (1982);
- збірка оповідань «Орлята» (Харків, 1987);
- «Хуже радиации» С. Мирного (Харків, 2001);

графічні серії
- «Ласпі» (1990);
- «Сухі квіти» (1990);
- «Вода і камінь» (1991);
- «Пейзажі Карелії» (1992—1996);
- «Похмурий день. Озеро Онега» (1994);
- «Ісихея» (1996);
- «Небесна феєрія» (1996);
- «Знаки» (2000);

дизайнерські проєкти
- розробка графічного стилю «Всеукраїнського трієнале мистецтв» (Київ, 1998);
- дизайн ювілейного альбому-каталогу до 60-річчя Харківської організації Національної спілки художників України «Мистецькі шляхи Харківщини» (1998);
- дизайн альбому харківських живописців «Ідеальний пейзаж» (2005);
- розробка графічного стилю видань Інституту проблем сучасного мистецтва Національної академії мистецтв України (2007).

Брав участь у міжнародних мистецьких виставках з 1993 року. Персональні виставки пройшли у Харкові у 1998 і 2000 роках.
Окремі роботи зберігаються у Харківському художньому музеї.

## Відзнаки
- Заслужений діяч мистецтв УРСР з 1986 року;
- Лауреат муніципальної премії імені Василя Єрмілова (2006);
- Лауреат міжнародних та всеукраїнських конкурсів дизайну.
- Нагороджений Золотою медаллю Академії мистецтв України (2006)[1].